# Myrath
Myrath  (arabiska : ميراث ), tidigare kända som X-Tazy, är ett tunisiskt metal-band som grundades 2001. 

## Biografi
2001 bildade de unga tonåringarna Malek Ben Arbia (gitarr), Fahmi Chakroun (trummor) och Oualid Issaoui (gitarr) bandet X-Tazy, och rekryterade basgitarristen Zaher Ben Hamoudia och sångaren Tarek Idouani. Under de första två åren spelade bandet covers av blues, heavy metal och death metal. 2003 lämnade Idouani och Issaoui gruppen, och Elyes Bouchoucha (klaviatur och sång) anslöt sig. 
Efter några år började gruppen skriva sin egen musik: progressive metal med influenser av orientalisk musik. I mars 2005, efter ytterligare byten av medlemmar, gav gruppen ut albumet Double Face. Året efter antogs basisten Anis Jouni, och i december utkom Hope, som gjorde gruppen känd internationellt (främst i Frankrike). Sångaren Zaher Zorgati anslöt sig till gruppen i juni 2007.
2010 kom Desert Call, och året därpå Tales of the Sand. Vintern 2015 startade bandet en kampanj på Indiegogo för att samla in pengar till produktionen av en musikvideo. 2016 släpptes videon för låten "Believer" inför släppet av bandets nya skiva "Legacy".

## Medlemmar
Nuvarande medlemmar
- Anis Jouini – basgitarr (2006– )
- Malek Ben Arbia – gitarr (2001– )
- Elyes Bouchoucha – keyboard (2003– ), sång (2003–2007), bakgrundssång (2007– )
- Zaher Zorgati – sång (2007– )
- Morgan Berthet – trummor (2012– )

Tidigare medlemmar
- Walid Issaoui – gitarr (2001–2003)
- Fahmi Chakroun – trummor (2001–2004)
- Saief Louhibi – trummor (2004–2011)
- Yassine Belgith – basgitarr (2004–2006)
- Zaher Hamoudia – basgitarr (2001–2004)
- Tarek Idouani – sång (2001–2003)
- Piwee Desfray – trummor (2011-2012)
- Kévin Codfert – keyboard, sång (2016–2017)

## Diskografi
Studioalbum
- 2005 – Double Face (endast utgiven i Tunisien, och under tidigare gruppnamnet X-Tazy)
- 2007 – Hope (Brennus Music)
- 2010 – Desert Call (XIII Bis Records för Europa;  Nightmare Records för övriga världen)
- 2011 – Tales of the Sands (XIII Bis Records för Europa;  Nightmare Records för USA, och  King Records för Asien)
- 2016 – Legacy / ميراث (Verycords)
- 2019 – Shehili (earMUSIC)[1]
- 2024 – Karma

Livealbum
- 2019 – Live in Carthage (earMUSIC)

Singlar
- 2018 – "Dance"
- 2019 – "No Holding Back"
- 2019 – "Born to Survive"

Samlingsalbum
- 2018 – Merciless Times (Spiritual Beast)